# インターネット協会 (日本の団体)
一般財団法人インターネット協会（インターネットきょうかい）は、2001年に設立された日本の団体。インターネットの発展を推進することを目的とする業界団体である。別名IAjapan。
日本インターネット協会 (IAJ) と電子ネットワーク協議会 (ENC) を2001年に統合し設立された。初代会長は石田晴久。
平成21年の調査によれば役員35名、常勤職員19名。

## 事業
インターネット協会は1996年から年毎に発刊のインターネット白書を監修している（書籍版はインプレスから刊行）。
発足初期には、電子ネットワーク協議会が運営していたオンラインソフトウェア大賞を引き継いで運営していたが、2002年を最後に消滅している。

### インターネット・ホットラインセンター
2006年からインターネット・ホットラインセンターの運営を開始した。2012年時点でこの事業の運営を警察庁から委託されていた。2016年から同センターの運営委託先はセーファーインターネット協会となった。
IAjapanは2001年設立の「インターネットホットライン連絡協議会」の事務局を務める。

## ISOCとの関係
一般財団法人インターネット協会 (IAjapan) の前身の一つである日本インターネット協会 (IAJ) は国際的な団体インターネットソサエティ (ISOC) の法人会員だった。
IAjapan副理事長高橋徹は1994年に発足したISOC-JP（ISOC日本支部）会長でもあった。IAjapanとISOC-JP（ISOC日本支部）の関係を「ISOC-JPはほぼIAJapanと一体である」("Almost under/with IAjapan")と高橋は2006年に表現した。

## 注・出典
1. ↑  インターネット協会迷惑メール対策委員会の活動紹介 並びに今後の動向を鑑みた技術課題 2011年1月25日。★明らかに「を鑑み」の誤用だが、引用なのでこのままとする。
2. ↑  ブロードバンドタワー 当社藤原、インターネット協会理事長就任のお知らせ 2015年6月24日
3. 1 2  http://www.iajapan.org/introduction.html
4. ↑  石田晴久氏が死去、日本のコンピュータ・ネット研究の第一人者 INTERNET Watch（ 三柳英樹 ）2009/03/09 18:53
5. ↑  平成22年度特例民法法人に関する年次報告のデータのダウンロードページ 国家公務員出身者在籍状況（H21.12.1現在）
6. ↑  ブロードバンドが定着した1年〜「インターネット白書2003」刊行 (2003/7/1) INTERNET Watch 釜谷 建
7. ↑  https://www.iajapan.org/iwp/
8. ↑  「インターネット・ホットラインセンター」の運用開始 平成18年5月31日　財団法人インターネット協会
9. ↑  インターネット・ホットラインセンターを運営するインターネット協会とは何者か ｜ ガジェット通信  DATE:2012.05.13 14:38 BY:深水英一郎(ふかみん)
10. ↑  “平成28年上半期のインターネット・ホットラインセンターの運用状況について”.   インターネット・ホットラインセンター. 2025年8月17日閲覧。
11. ↑  IHJ：当協議会について【趣旨・活動方針】
12. ↑  インターネット白書'97
13. ↑  「インターネット協会、日本でも支部が発足」朝日新聞1994年8月17日夕刊8ページ
14. ↑  IAjapan 日中韓インターネット協会提携関係に関する覚書  2002年11月27日
15. ↑  江崎浩のISOC便り ニュースレターNo.36/2007年7月発行
16. ↑  Toru Takahashi, Update: Activities of ISOC-JP/IAjapan Feb 28 2006